# Janet Scudder

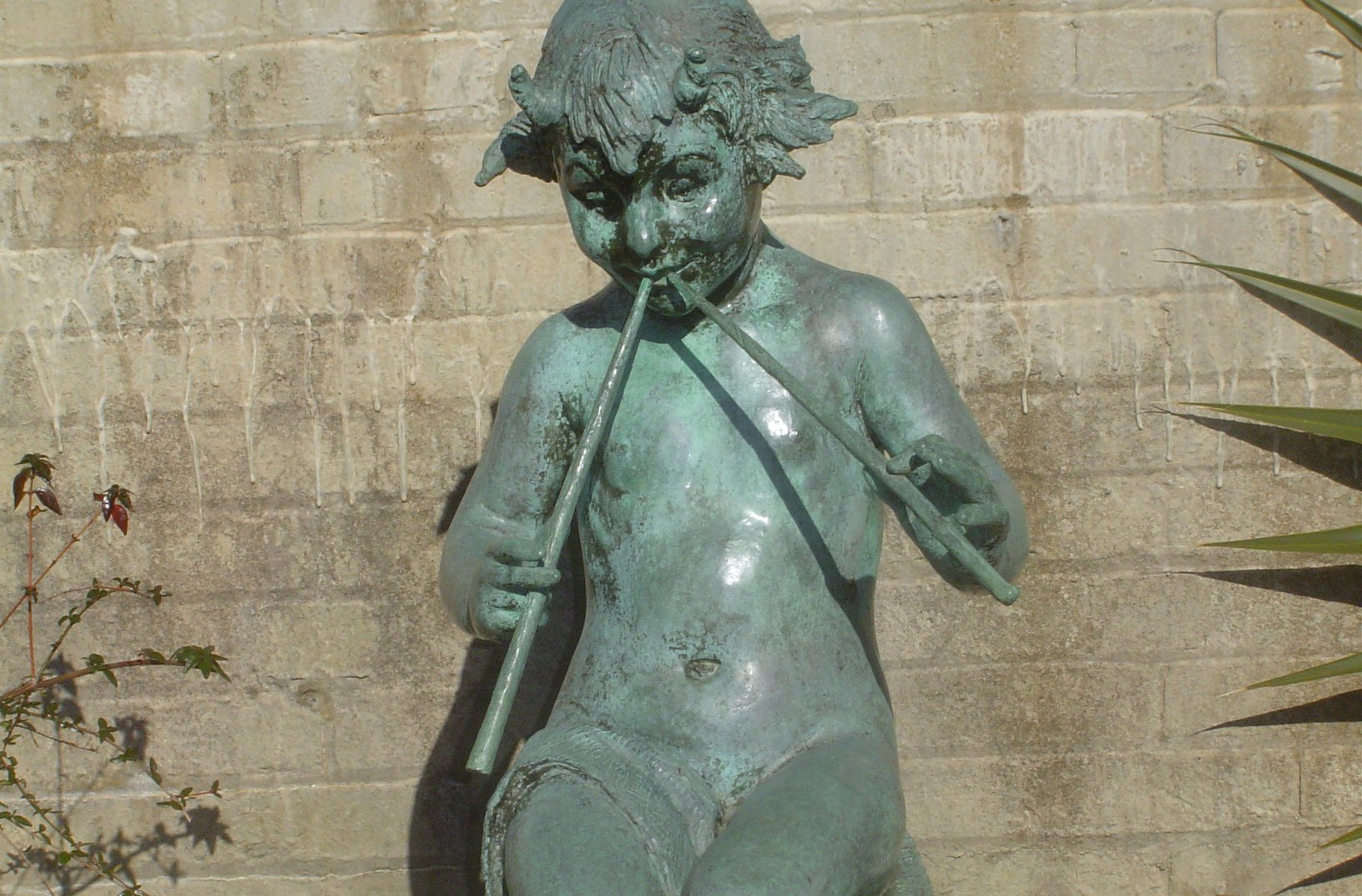
Jardines Brookgreen - jardín de esculturas: Fauno sentado por Janet Scudder, 1924. Firmado a la izquierda de la base

Janet Scudder (Terre Haute, 27 de octubre de 1869-Rockport, 9 de junio de 1940), nacida Netta Deweze Frazee Scudder, fue una escultora y pintora estadounidense, conocida fundamentalmente por sus esculturas conmemorativas, retratos en bajorrelieve y retratos en medallones, así como por sus esculturas y fuentes de jardín. 
Su primer encargo importante fue el diseño del sello del Colegio de Abogados de Nueva York en torno a 1896. Su obra Scudder's Frog Fountain (1901) fue el inicio de la serie de esculturas y fuentes que le dieron la fama. Las comisiones posteriores incluyen la realización de una medalla de oro del Congreso de los EE. UU. en honor a Domício da Gama (embajador de Brasil en los Estados Unidos) y una medalla conmemorativa por el centenario de Indiana en 1916. Scudder también exhibió su trabajo en numerosas exposiciones nacionales e internacionales en los Estados Unidos y en Europa desde finales de la década de 1890 hasta finales de la de 1930. La autobiografía de Scudder, Modeling My Life, se publicó en 1925.
Scudder recibió formación artística en la Academia de Arte de Cincinnati en 1887–89 y 1890–91 y en el Instituto de Arte de Chicago en 1891–92. Además, trabajó como asistente de Lorado Taft durante los preparativos para la Exposición Mundial Colombina en Chicago, en 1892–93, y con Frederick W. MacMonnies en París, Francia en 1894–96, mientras continuaba sus estudios de arte en la Academia Vitti y la Académie Colarossi. Scudder fue miembro de la Asociación de Sufragistas del Estado de Nueva York, del comité de arte de la Asociación Nacional de Sufragistas Estadounidense, y en 1920 fue elegida asociada de la Academia Nacional de Diseño. Scudder fue nombrada Caballero de la Legión de Honor francesa en 1925 por su trabajo de como voluntaria de Cruz Roja en Francia durante la Primera Guerra Mundial.
Scudder recibió varios premios y distinciones por su obra de arte, incluida una Medalla de Bronce de la Exposición Mundial de Columbia, 1893; una Medalla de Bronce de la Exposición de Compra de Luisiana, 1904; una Medalla de Plata de la Exposición Internacional Panamá-Pacífico, 1915; y una Medalla de Plata de la Exposición Internacional, 1937, entre otros. Su obra está representada en las colecciones del Museo de Orsay, en el Museo de Arte Moderno de París en Francia, y en los Estados Unidos en la Biblioteca del Congreso, el Museo Metropolitano de Arte, el Instituto de Arte de Chicago, el Instituto Peabody, los Jardines Brookgreen, la Biblioteca Huntington, la Galería de Arte y los Jardines Botánicos, el Museo de Arte de Indianápolis; el Museo del Estado de Indiana, la Sociedad Histórica de Indiana, el Museo de Arte Swope y el Museo de Arte de Richmond.

## Biografía
Netta Deweze Frazee Scudder nació el 27 de octubre de 1869 en Terre Haute, Indiana, de Mary (Sparks) y William Hollingshead Scudder. "Nettie", como la llamaba su familia, era la quinta de siete hijos y tuvo una infancia marcada por la tragedia. Su padre era un pastelero que participaba activamente en los asuntos comunitarios. Su madre murió a la edad de treinta y ocho años, cuando "Nettie" Scudder tenía cinco. Cuatro de los hermanos de Scudder murieron antes de llegar a la edad adulta. El padre de Scudder, una abuela ciega y Hannah Hussey (la criada, cocinera y ama de llaves de la familia) criaron a los niños sobrevivientes. Más tarde, su padre se casó con una mujer a la que no le agradaba Scudder.
Scudder disfrutaba dibujando cuando era niña y recibía clases de arte los sábados en el Rose Polytechnic Institute of Technology (el actual Instituto de Tecnología Rose-Hulman) bajo la dirección del profesor William Ames. Después de graduarse de Terre Haute High School en 1887, se inscribió en la Academia de Arte de Cincinnati, a pesar de los frágiles recursos financieros de la familia, y pronto cambió su nombre a Janet Scudder. En Cincinnati estudió escultura con el escultor de origen italiano Louis Rebisso, así como diseño decorativo, talla en madera y pintura.
En 1888-1889, Scudder regresó a su hogar en Terre Haute, donde las dificultades de la familia continuaban con la muerte de uno de sus hermanos, el fracaso del negocio de su padre y su muerte en 1888. Para ayudar con los gastos del hogar, Scudder, que entonces tenía veinte años, enseñaba tallado en madera en una escuela local, la Coates College for Women. El hermano mayor de Scudder, que vivía en Chicago, pagó su regreso a Cincinnati en 1890 para que pudiera completar sus estudios en la academia. En 1891, Scudder se mudó a Chicago para vivir con su hermano y su familia mientras asistía a clases en el Instituto de Arte de Chicago bajo la dirección de John Vanderpoel y Frederick Freer. Scudder también recibió clases del escultor de formación francesa Lorado Taft en el Instituto de Arte durante 1893-1894. Mientras vivía en París, a mediados de la década de 1890, fue a clase a la Academia Vitti y estudió dibujo con el pintor Luc-Olivier Merson en la Académie Colarossi.

## Carrera profesional

### Primeros años como escultora
Después de mudarse a Chicago en 1891, Scudder tenía la intención de ganarse la vida como talladora de madera y estuvo trabajando por un breve periodo de tiempo en una fábrica de muebles que producía decoraciones arquitectónicas. Dejó el trabajo porque el sindicato no permitía afiliarse a mujeres. En 1892-1893, Scudder encontró trabajo con el escultor Lorado Taft como una de sus asistentes, ganando US $ 5 por día por su trabajo en esculturas monumentales para la siguiente Exposición Mundial Colombina en Chicago. Scudder formaba parte de un grupo de escultoras y asistentes que trabajaban para Taft y que fueron apodadas los White Rabbits. Scudder también recibió el encargo de crear una figura de la Justicia para el Edificio de Illinois de la exposición y modeló la escultura Ninfa de Wabash para el Edificio de Indiana en la feria. Por su trabajo en la exposición, Scudder ganó una medalla de bronce, así como US $ 1,000 de los ciudadanos de Terre Haute, quienes esperaban exhibir su escultura de Ninfa en la biblioteca de la ciudad.
Después de ver la fuente de Frederick W. MacMonnies "la barcaza del estado" en la Exposición Universal, Scudder decidió ir a París en 1894, con la esperanza de estudiar con él. Scudder viajó a Francia con Zulime Taft (la hermana de Lorado Taft) y convenció a MacMonnies para que la contratara. A la edad de veinticinco años, Scudder se convirtió en la primera mujer que empleó en su taller.  Scudder ayudó a MacMonnies en proyectos como Shakespeare para la Biblioteca del Congreso en Washington D. C., además de estudiar en la Academia Vitti y en la Académie Colarossi. Scudder abandonó abruptamente el estudio de MacMonnies en París en 1896, después de que un colega le diera la impresión incorrecta de que desaprobaba su trabajo. Regresó a los Estados Unidos e intentó sin éxito encontrar trabajo como escultora en el estudio de Augustus Saint-Gaudens en la ciudad de Nueva York.

### Primera gran comisión
A través de su amistad con su compañera de estudios de arte Matilda Auchincloss Brownell, a quien conoció durante su viaje a casa desde Francia, y del padre de Brownell, Silas B. Brownell, secretario del Colegio de Abogados de Nueva York de 1878 a 1916, Scudder obtuvo su primera comisión importante en 1894. Los 750 dólares que recibió para diseñar un sello para el Colegio de Abogados de Nueva York le proporcionaron los fondos para mudarse a una mejor ubicación en la ciudad. El proyecto también generó oportunidades de trabajo regular en la fabricación de placas, medallones de retratos, ornamentación arquitectónica y urnas funerarias, así como de escultura. Scudder era especialmente experta en el retrato en bajorrelieve, que se convirtió en su especialidad.

### Regreso a Europa
En 1898, Scudder regresó a París para recibir más formación y reanudó las clases de dibujo en la Académie Colorossi. Acompañadas por Brownell y la asistenta de Brownell, las tres mujeres pasaron varios años viviendo en una casa en el barrio parisino de Montparnasse. Scudder y Brownell también pasaron el invierno de 1899-1900 en Italia, donde Scudder encontró nueva inspiración en la estatuilla de la fuente ornamental de Florencia y la escultura del Renacimiento italiano, especialmente las esculturas de Donatello en el museo Bargello y las figuras dequerubines de Verrocchio en el Palazzo Vecchio.

### Fuente de la rana

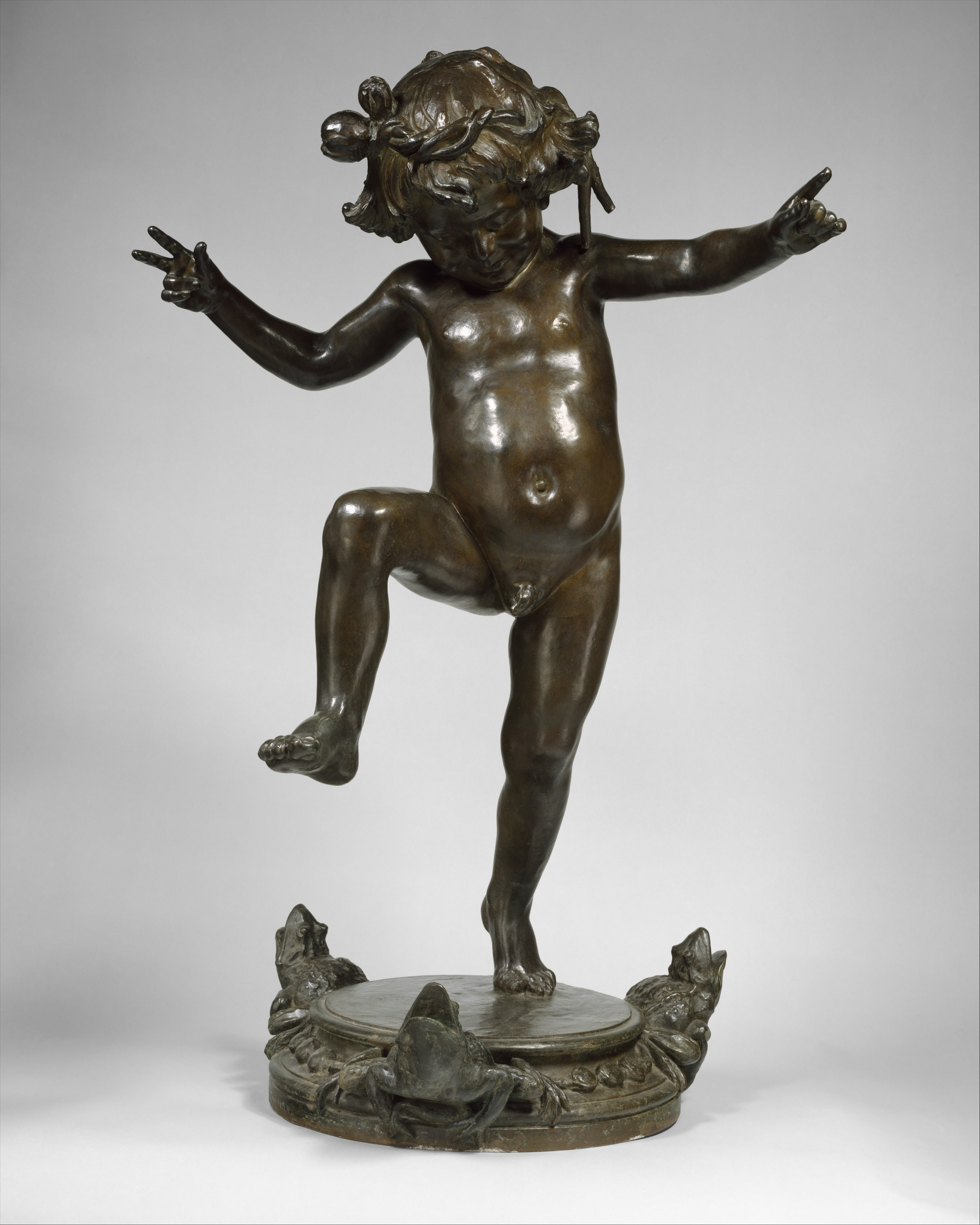
Fuente de la rana. Bronce, 1901. En la colección del Museo Metropolitano de Arte

Tras su visita a Italia, Scudder regresó a París en 1900 y comenzó a hacer divertidas esculturas y fuentes con niños animados, a los que llamó sus "bebés de agua". Comenzando con Frog Fountain (1901), una figura de un niño que mira hacia abajo a las ranas, Scudder lanzó su carrera como una prolífica y exitosa creadora de fuentes y esculturas de jardines ornamentales. Scudder llevó Frog Fountain a la ciudad de Nueva York, donde el arquitecto Stanford White compró un modelo de bronce para su propiedad en Long Island.
Frog Fountain fue su primer trabajo en una serie de esculturas ornamentales de jardín. Scudder produjo cinco versiones de esta fuente, la última para el Museo Metropolitano de Arte de la ciudad de Nueva York. Una de las otras versiones de bronce de Frog Fountain hecha para un jardín en el este de los Estados Unidos se presentó al Woman's Department Club de Indianápolis, Indiana, en 1928. Cuando se vendió la casa club del grupo en 1964, la escultura fue donada al Museo de Arte de Indianápolis. Otras dos versiones de bronce se encuentran en los terrenos de residencias privadas en Stonington, Connecticut, y Bar Harbor, Maine, pero el yeso original de Frog Fountain ha sido destruido.
Numerosas versiones más pequeñas de la escultura (6 pulgadas (15,2 cm), (12,25 pulgadas (31,1 cm) y (18,5 pulgadas (47,0 cm) altura) fueron fundidos en bronce y destinados a piezas de salón o fuente. En 1905, Stanford White encargó una versión de mármol de Frog Fountain con espadañas para la casa de propiedad de James L. Breese en Southhampton, Nueva York, ahora llamada Whitefield Estate (Condominiums), pero la ubicación de la escultura de mármol de la fuente Frog Baby no está clara.

### Otras obras notables
Scudder contribuyó con una figura decorativa que representaba a la música para la Exposición Universal de París de 1900 y creó otras versiones de fuentes de jardín, entre las que destacan la Fuente de la Tortuga (1908) y la Joven Diana, la última de las cuales obtuvo una mención de honor en el Salón de París de 1911. Stanford White, quien se convirtió en amigo personal de ella, encargaba esculturas a Scudder con regularidad hasta su muerte en 1906. Creó al menos treinta fuentes como encargos para los hogares de los estadounidenses ricos. Estos incluyeron Piping Pan (1911) para John D. Rockefeller, Shell Fountain (1913) para Edith Rockefeller McCormick y otros trabajos para Henry Huntington.
Además de los encargos de esculturas y fuentes decorativas, Scudder diseñó una Medalla de Oro del Congreso de los Estados Unidos del 4 de marzo de 1915 para honrar a Domício da Gama (embajador de Brasil en Estados Unidos) por sus servicios como mediador entre Estados Unidos y los líderes de la oposición en México. Scudder también recibió una comisión de la Comisión Histórica de Indiana para diseñar una medalla conmemorativa del centenario de Indiana en 1916 (el centenario de su admisión como el decimonoveno estado de la Unión).

### Exposiciones
Durante principios del siglo XX, en el apogeo de su carrera, las obras de Scudder se exhibieron en numerosos museos públicos y en galerías privadas. Su primera muestra de arte en solitario se llevó a cabo en 1913 en las galerías Theodore B. Starr en la ciudad de Nueva York. Además, el trabajo de Scudder se exhibió en varias exposiciones nacionales e internacionales importantes durante su vida: la Exposición Mundial de Columbia (Chicago), 1893; Salon (París), 1899-1901, 1905, 1908, 1910-14, 1922, 1926, 1932, 1939; la Exposición Universal de Parí), 1900; la Exposición Panamericana (Buffalo, Nueva York), 1901; la Exposición Universal de San Luis (San Luis, Misuri), 1904; el Pabellón Americano de la Exposición Internacional (Roma, Italia), 1911; y la Exposición Universal de San Francisco (San Francisco, California), 1915. También expuso en el Salón Hoosier de Indiana en 1926, 1927, 1933 y 1934; en la Exposición Internacional de París de 1937; y en la Exposición General de segunda categoría de Nueva York de 1939. Su trabajo también fue parte del evento de escultura en la competencia de arte en los Juegos Olímpicos de Ámsterdam 1928.

## Otros intereses
Scudder era también defensora del sufragio femenino y de las mujeres. Con frecuencia acudía a desfiles y manifestaciones relacionadas con los problemas de la mujer. Se involucró en el movimiento de sufragio femenino en Nueva York en 1915 y fue miembro de la Asociación de Sufragio Femenino del Estado de Nueva York. También fue miembro del comité de arte de la Asociación Nacional de Sufragio de Mujeres Estadounidenses. Scudder se opuso a las exposiciones separadas para artistas masculinos y femeninos y no le gustaban las referencias separadas de sexo y género utilizadas para describir a los artistas. Un artículo de The New York Times sobre Scudder en 1912 la describía como una mujer que "desdeña su género" y citaba sus comentarios críticos sobre las mujeres artistas que no tomaban en serio la profesión. Scudder era más positiva en su evaluación del progreso de las mujeres, argumentando que las mujeres eran tan capaces como los hombres. Ella creía que las mujeres artistas eran lo suficientemente fuertes para manejar las demandas físicas del trabajo.
Durante la Primera Guerra Mundial, Scudder participó activamente en el trabajo de voluntariado en Francia y Estados Unidos. Ofreció su casa en Ville d'Avray al gobierno francés, que la utilizó como hospital. Scudder estuvo como voluntaria de la Cruz Roja mientras alquilaba un apartamento en París, pero regresó a la ciudad de Nueva York antes del final de la guerra. También continuó produciendo estatuas de jardín durante los años de guerra. Después de que se declaró el armisticio en 1918, Scudder dividió su tiempo entre sus estudios en Nueva York y en Francia.
Scudder fue nombrada Chevalier (caballero) de la Legión de Honor francesa en 1925 por su servicio a Francia en tiempos de guerra. Su escultura, Victory, también conocida como Feminine Victory o Femina Victrix, que simbolizaba las contribuciones de las mujeres durante la Primera Guerra Mundial, sirvió de modelo para un Monumento Nacional al Sufragio propuesto en Washington, D. C. Además, ganó un premio de US $ 300 en el Salón Hoosier. exposición en su estado natal de Indiana en 1926 por Pieza de escultura excepcional.

## Biografía
Viajera frecuente entre Nueva York y Francia, Scudder realizó estudios de arte en la ciudad de Nueva York y en París, pero prefirió vivir en París donde su círculo social crecía hasta incluir a Gertrude Stein, Alice B. Toklas, Mildred Aldrich y Eva. Mudocci. Después de que la escultora estadounidense Malvina Hoffman llegara a París alrededor de 1910, trabajó durante un tiempo como asistente de estudio de Scudder.
En 1913, Scudder compró una casa en Ville d'Avray en las afueras de París y durante varios años la convirtió en su residencia principal. La escritora Marion Cothren fue pareja de Scudder en París y Nueva York durante los últimos años de su vida.
En la década de 1920, las formas escultóricas de Scudder se volvieron más "reservadas", "rígidas" y "estilizadas", en contraste con la "composición activa y dinámica" de su obra anterior y más conocida. A pesar de este cambio importante en su estilo y de que habían pasado sus años más productivos, Scudder continuó esculpiendo y exhibiendo su trabajo en los Estados Unidos y Europa. En sus últimos años, también se dedicó a la pintura, la teoría del color y, durante un breve tiempo, la arquitectura. Su autobiografía, Modeling My Life, se publicó en 1925.
Scudder pasó la mayor parte de la última década de su vida en París, donde pintó y continuó esculpiendo. En 1939, regresó a Nueva York para residir con su compañera, la autora Marion Benedict Cothren.

## Muerte y legado
Scudder murió de neumonía el 9 de junio de 1940, a la edad de setenta años, mientras estaba de vacaciones en Rockport, Massachusetts.
En 1912, un artículo en el New York Times describió a Scudder como "una de las escultoras más importantes de Estados Unidos". Ella es una de las primeras estadounidenses en centrarse en las fuentes de jardín ornamentales de bronce. Además de esculturas, Scudder también produjo medallones de retratos, ornamentación arquitectónica y urnas funerarias y las pintó al óleo.
El arte de Scudder se ha exhibido en numerosas exposiciones nacionales e internacionales desde 1893 hasta 1937, así como en museos públicos de los Estados Unidos. Estos incluyen la Academia Nacional de Dibujo de Estados Unidos de la ciudad de Nueva York; la Penssylvania Academy of the Fine Arts de Pensilvania, Filadelfia; el Museo de Arte de Cincinnati; Museo de Arte de Richmond, Richmond, Indiana; Instituto de Arte de Chicago; Instituto de Arte John Herron y Museo de Arte de Indianápolis, Indianápolis; Museo de Arte de Dallas; Museo Nacional de Mujeres Artistas, Washington D. C., Instituto de Artes de Minneapolis; Museo de Arte de San Diego. También expuso su trabajo en exposiciones para la Liga de Arquitectura de Nueva York, la Sociedad Nacional de Escultura, la Asociación Nacional de Pintoras y Escultoras, el Salón Hoosier y en galerías privadas.

## Premios y reconocimientos
- 1893, Medalla de Bronce, Exposición Mundial de Colombia[31]
- 1898, Mención de honor, Concurso Sun Dial
- 1904, medalla de bronce, exposición de compra de Luisiana
- 1911, Mención de Honor, Salón de París
- 1915, Medalla de Plata, Exposición Internacional Panamá-Pacífico
- 1920, elegido asociado de la Academia Nacional de Dibujo de los Estados Unidos.[8]
- 1925, nombrada Caballero de la Legión de Honor francesa por su trabajo de socorro durante la Primera Guerra Mundial
- 1937, Medalla de Plata, Exposición Internacional, París
- Scudder es la primera mujer a la que el Musée du Luxembourg compra su obra.[22]
- Un retrato de Scudder en la colección de la Academia Nacional de Diseño fue pintado por Margaret Bucknell Pecorini.[28]

## Obras seleccionadas

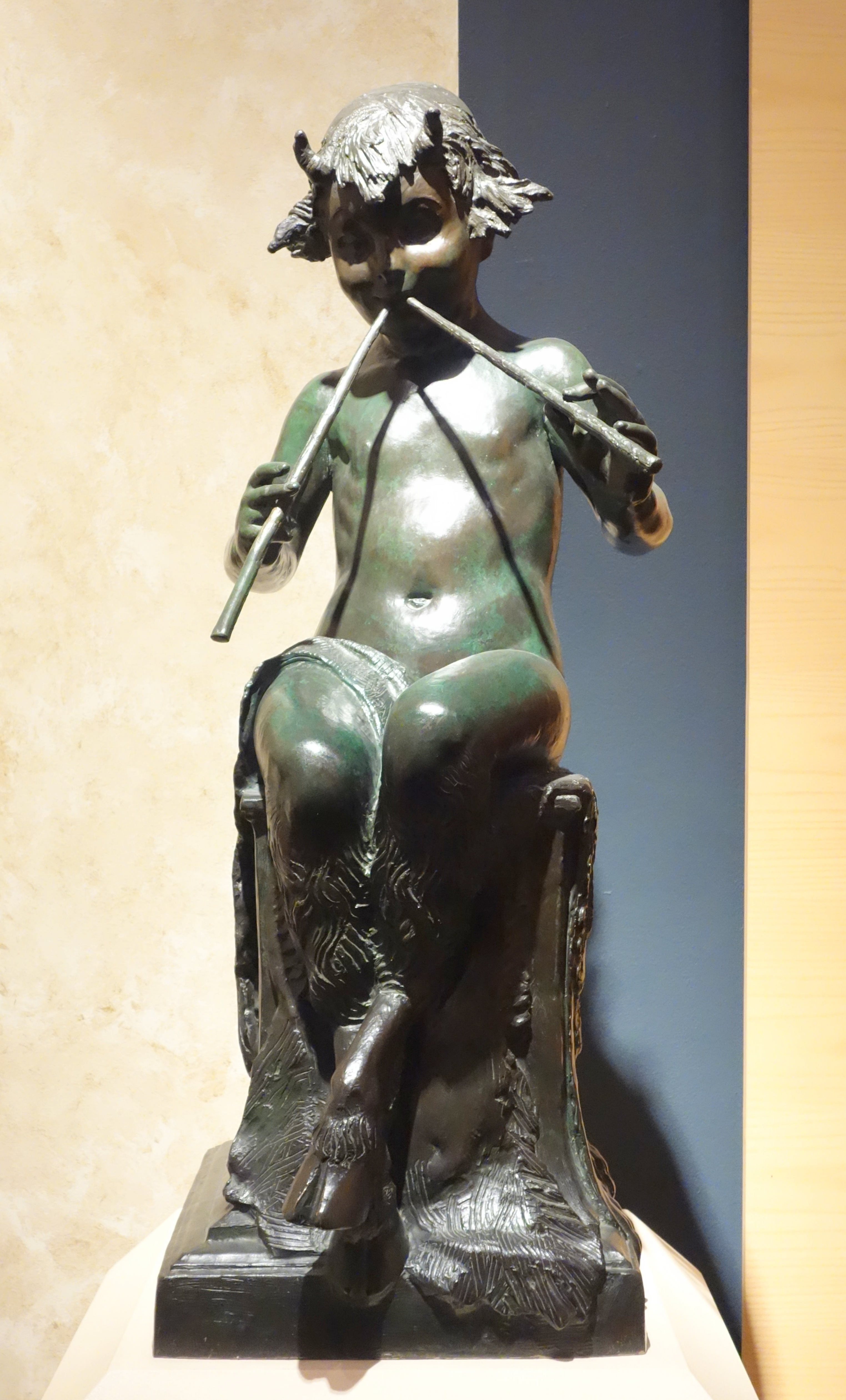
Fauno sentado, 1924
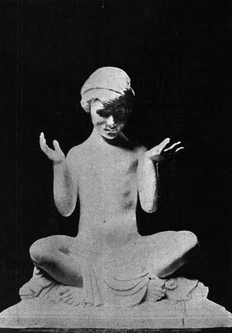
Baño de pájaros, 1921
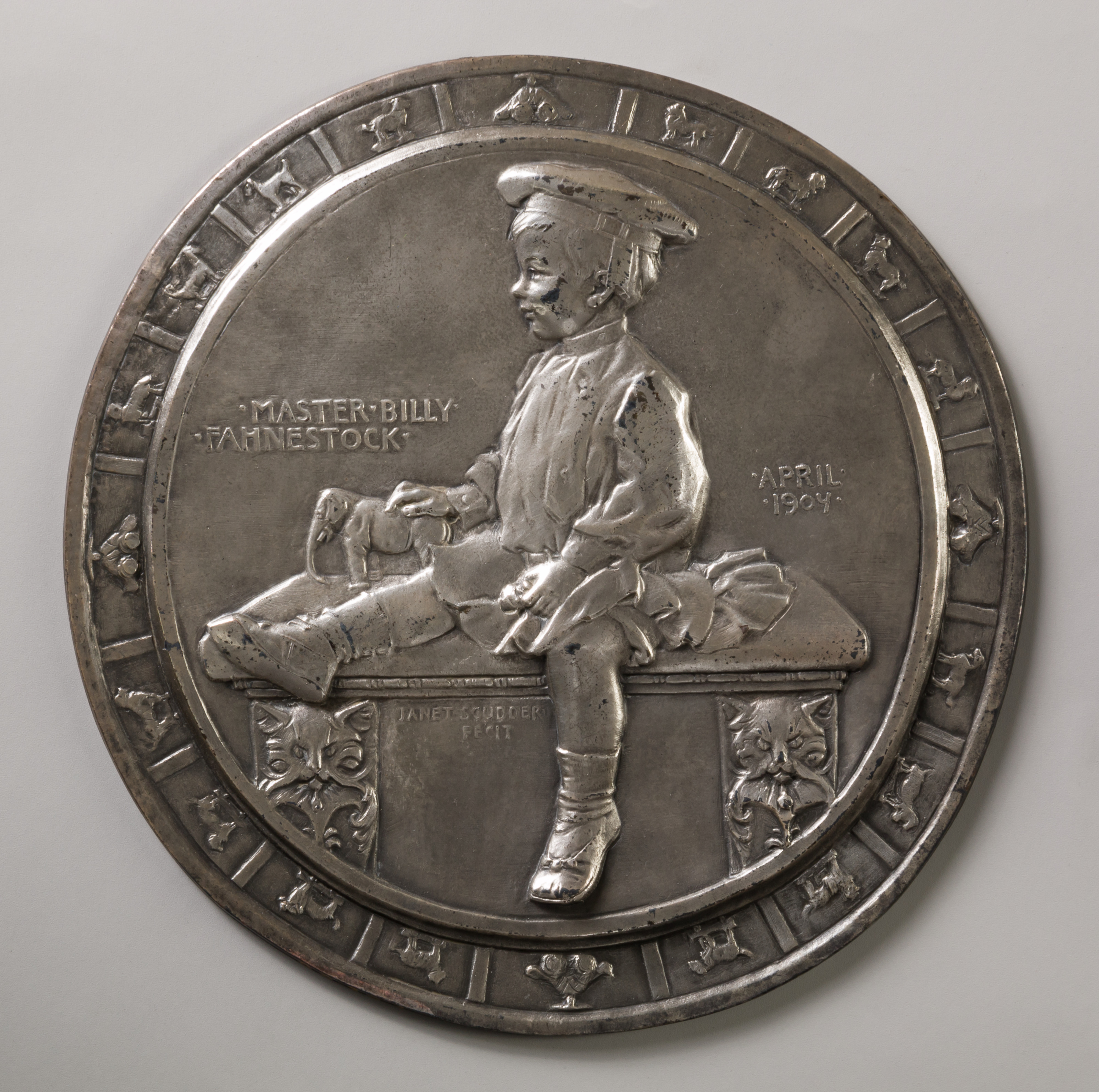
Medallón de retrato: Maestro Billy Fahnestock
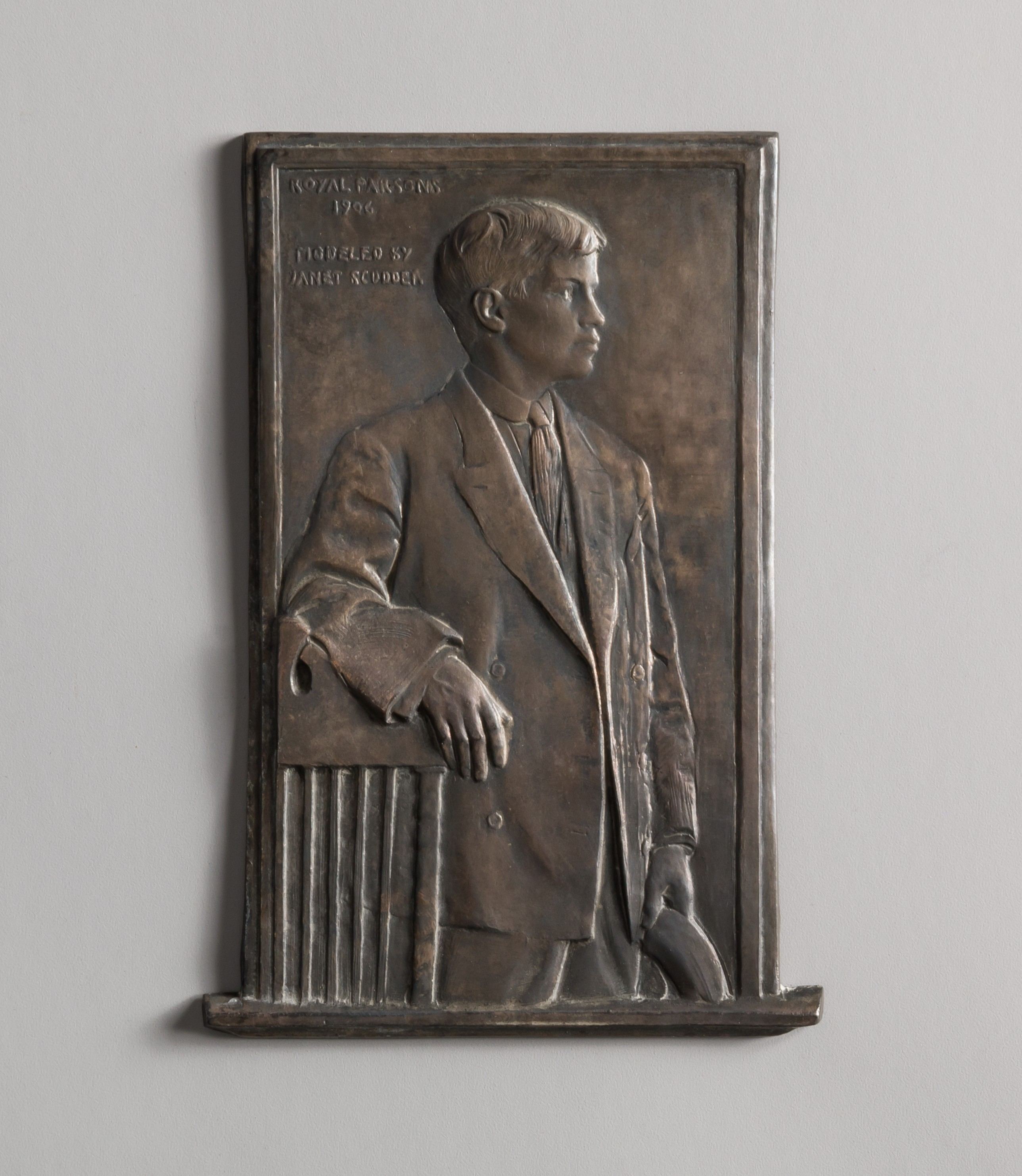
Retrato en bajorrelieve: Royal Parsons
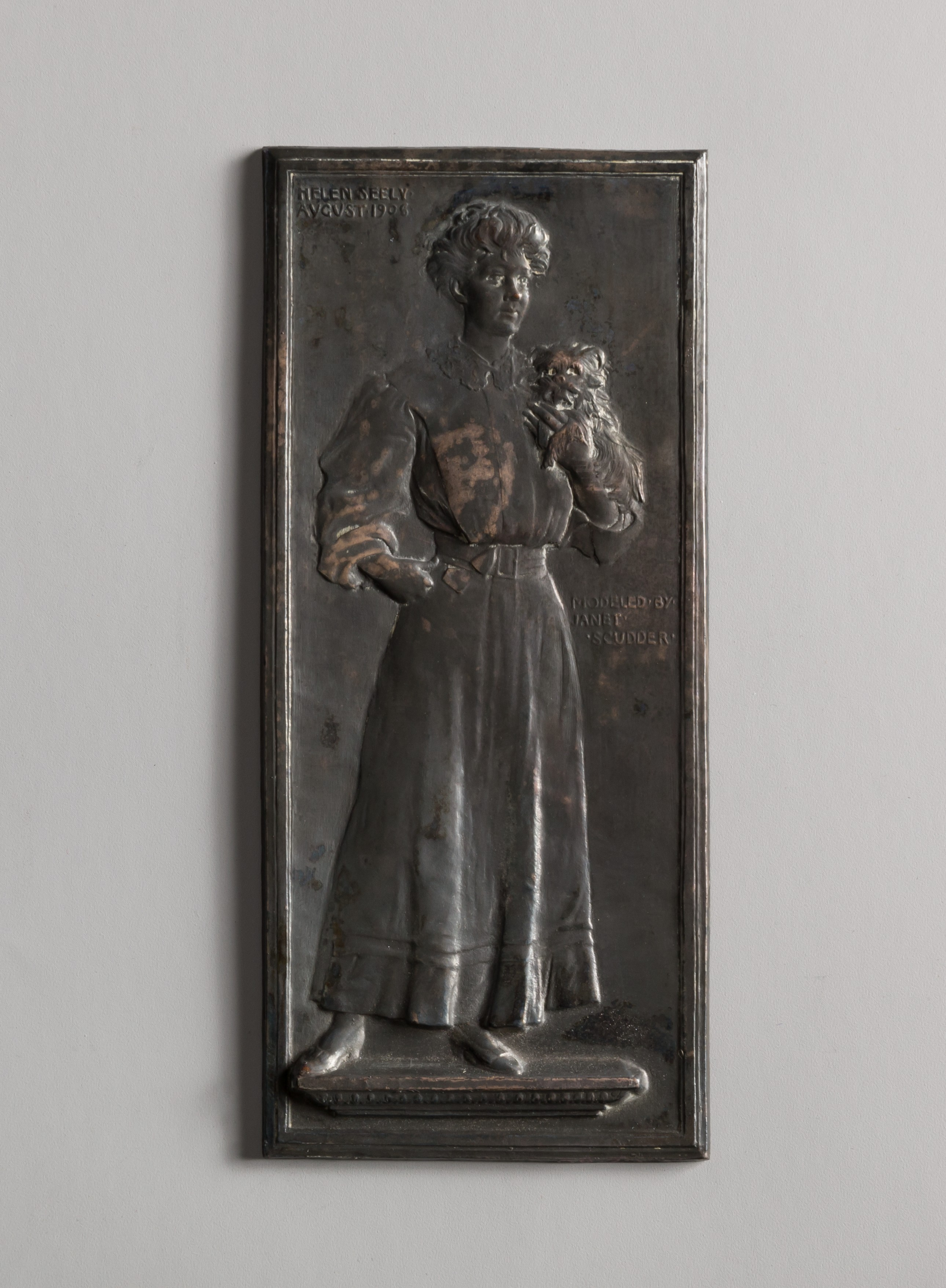
Retrato en bajorrelieve: Helen Seely
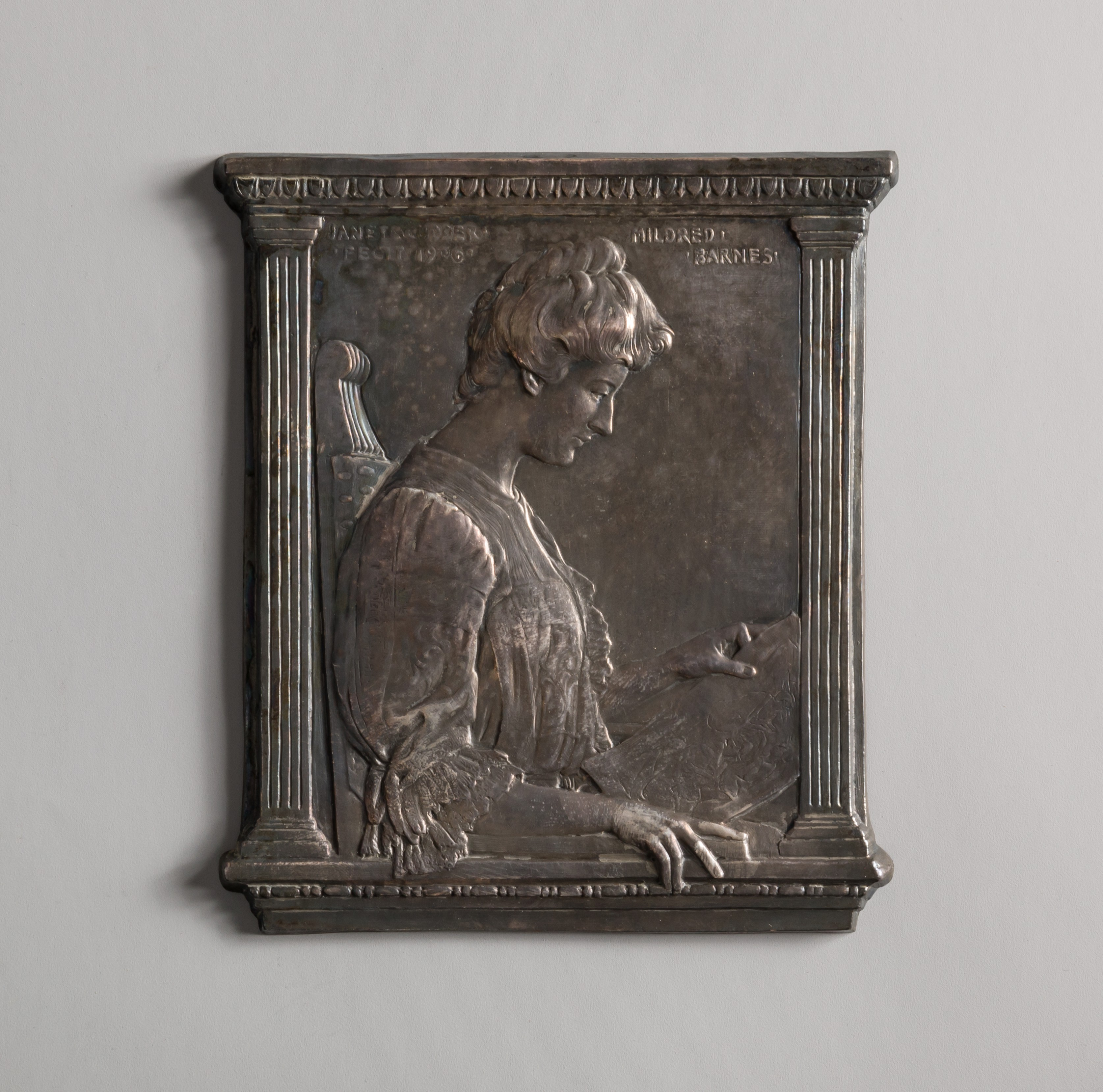
Bajorrelieve: Mildred Barnes

### Publicaciones
Modeling My Life (1925), una autobiografía.

## Colecciones públicas
El trabajo de Scudder está representado en las colecciones de la Biblioteca del Congreso de Estados Unidos, Washington D. C.; el Museo Metropolitano de Arte, Nueva York; el Instituto de Arte de Chicago, el Instituto Peabody, Baltimore, Maryland; Brookgreen Gardens, Murrells Inlet (Carolina del Sur); la Biblioteca Huntington, Galería de Arte y Jardines Botánicos, San Marino, California; el Museo de Arte de Indianápolis; el Museo del Estado de Indiana y la Sociedad Histórica de Indiana, Indianápolis; Museo de Arte Swope, Terre Haute, Indiana; el Museo de Arte de Richmond, Richmond, Indiana; el Museo de Arte Moderno de París (transferido del Museo de Luxemburgo de París), París; y el Museo de Orsay, París.

## Otras lecturas
- Conner, Janis, and Joel Rosenkranz (1989). Rediscoveries in American Sculpture, Studio Works 1893–1939. Austin: University of Texas.
- Opitz, Glenn B., ed. (1986). Mantle Fielding's Dictionary of American Painters, Sculptors & Engravers. Poughkeepsie, New York: Apollo Book.
- Proske, Beatrice Gilman (1968). Brookgreen Gardens Sculpture. South Carolina: Brookgreen Gardens.